# 烏克蘭斯凱 (奧里利卡鎮拉達)
49°0′0″N 36°4′57″E / 49.00000°N 36.08250°E
烏克蘭斯凱（烏克蘭語：Українське）是位於烏克蘭東部的村莊，由哈爾科夫州洛佐瓦區洛佐瓦市鎮負責管轄，2020年之前由奥里利卡镇拉达管辖。該村始建於1908年，面積1.23平方公里，海拔高度105米，2001年人口562，人口密度每平方公里458.4人。